# Семерхет
Семерхет — шостий фараон I династії Раннього царства Стародавнього Єгипту, що правив близько 9 років (бл. 2900–2891 до н. е.). В абідоському списку його особисте ім'я відзначене як Семсу, Манефон передає його як Семемпсес. Від його правління зберігся ряд малозначних артефактів.
Дещо дозволяє підозрювати негарне у відносинах Аджіба і Семерхета. У гробниці першого знайдений всього один уламок посудини підписаний його ім'ям, тоді як у гробниці другого, посуду попередника було безліч, а його ім'я на ній було нерідко згладжено. Можливо, у Семерхета були давні рахунки з царською родиною, тому що в його гробниці була знайдена посудина, на якій було стерто навіть ім'я цариці Мернейт. Можливо, Семерхет міг бути узурпатором, що захопив владу не зовсім законним шляхом.
Семерхет вів війни на Синайському півострові, де в пам'ять своїх перемог наказав висікти на скелях, у районі мідних рудників біля сучасного Ваді-Магкару, зображення свого тріумфу над переможеним ворогом, що уособлює бедуїнів Синайського півострова. Також зображено Семерхета, що йде спочатку в короні Нижнього, а потім у короні Верхнього Єгипту, що вказує на його владу над всім об'єднаним Єгиптом.
Згідно з Манефоном, Семемпсес правив 18 років, а власні написи Семерхета вказують на те, що він відзначав свято «Хеб-Сед». Мастаба Семерхета розташована на некрополі Умм-ель-Каб в Абідосі.